# Liu Huanyuan
Liu Huanyuan (19 de marzo de 1983) es una deportista china que compitió en judo. Ganó dos medallas de oro en los Juegos Asiáticos en los años 2006 y 2010, y una medalla de oro en el Campeonato Asiático de Judo de 2003.

## Palmarés internacional
| Juegos Asiáticos    | Juegos Asiáticos     | Juegos Asiáticos | Juegos Asiáticos |
| Año                 | Lugar                | Medalla          | Categoría        |
| ------------------- | -------------------- | ---------------- | ---------------- |
| 2006                | Doha (Catar)         | Medalla de oro   | Abierta          |
| 2010                | Cantón (China)       | Medalla de oro   | Abierta          |
| Campeonato Asiático |                      |                  |                  |
| Año                 | Lugar                | Medalla          | Categoría        |
| 2003                | Jeju (Corea del Sur) | Medalla de oro   | +78 kg           |